# 489 a.C.
Il 489 a.C. (CDLXXXIX a.C. in numeri romani) è un anno  del V secolo a.C.

## Eventi
- Atene decide di intraprendere una spedizione per liberare le isole Cicladi dai Persiani, dando il comando di una squadra a Milziade, ma con esito negativo, poiché l'isola di Paro resiste all'assedio. Milziade, tornato in patria, viene condannato a pagare una multa di 50 talenti con l'accusa di aver ingannato il popolo. Secondo la tradizione sarebbe poi morto in carcere nello stesso anno, non pagando, forse a causa delle ferite riportate durante l'ultima campagna militare.
- Roma: 
  - consoli Gaio Giulio Iullo e Publio Pinario Mamercino Rufo.

## Nati
- Zenone di Elea, filosofo greco antico († 431 a.C.)